# Sunali Rathod

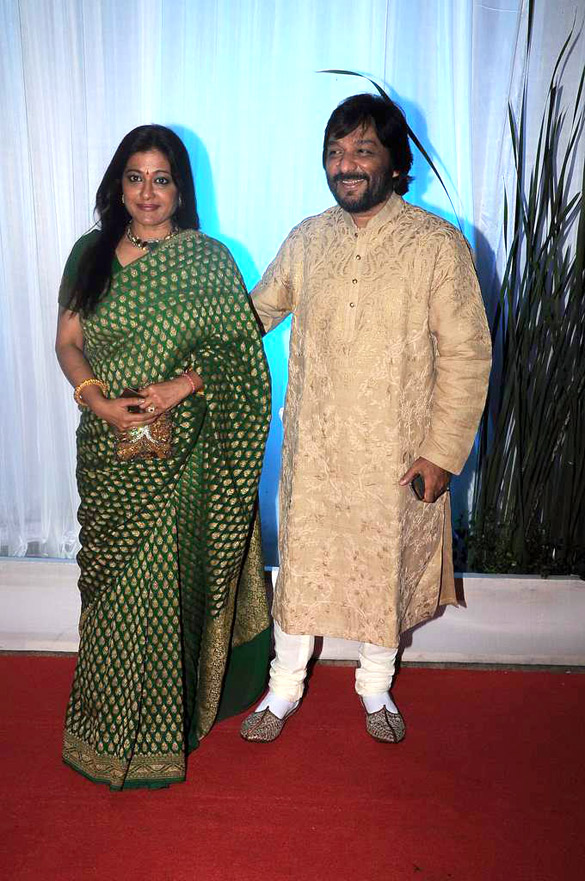
Sunali Rathod y Roop Kumar Rathod en la recepción de la boda de Esha Deol

Sunali Rathod (Hindi: सुनाली रात्ोड़, n. en Bombay) es una cantante de playback o reproducción india. Ella también es intérprete de música clásica.

## Biografía
Sunali Rathod nació el 17 de febrero en Mumbai, Maharashtra, India. Estudio en el Colegio San Javier de Mumbai. Ella estaba casada con el cantante Anup Jalota, pero tras su divorcio, se volvió a casar a Roop Kumar Rathod, un cantante de playback, director musical y compositor de Música. Tienen una hija Llamada "Reewa".

## Carrera
Su carrera comenzó a la edad de 10 años, actuando bajo la dirección del compositor Shri Purshottam Upadhyay. Durante su carrera musical, fue presentada a Pandit Hridaynath Mangeshkar, quien se convirtió en su mentor. Aprendió sobre las estrategias que tiene la músca clásica de la India como la tienen los famosos intérpretes y reconocidos artistas como Ustaad Faiyyaz, Niyaz Ahmed Khan, Ustad Mashkoor y Mubarak Ali Khan de la "Kirana School of Music". Sus temas musicales lo ha interpretado en diferentes idiomas como en Hindi, Gujarati, Marathi, Bengalí, Inglés, Telugu, entre otros.
A La Edad de 18 Años, lanzó su primer EP, bajo registro de "Gujarati" con "HMV". En 1987, ella lanzó su Álbum Ghazal titulado, "Aghaaz ". Fue nominada como una de las mejores intérpretes femeninas del género Ghazal en 1987, otorgado por "Emirates International" en Dubái. Ella ha interpretado diferentes géneros o estilos musicales como Ghazal, Bhajan , Kheyal, Tappa y Música ligera. 